# Oskar Nedbal
Oskar Nedbal (Tábor, 1874. március 26. – Zágráb, 1930. december 24.)  cseh zeneszerző és karmester.

## Életpályája
Eredetileg csellista volt. 
Prágában és Bécsben működött, 1919 után a pozsonyi Szlovák Nemzeti Színház igazgatója volt.  Mint karmester, nagyon  népszerű volt. 1930-ban – anyagi nehézségei közepette – Zágrábban kiesett egy balett-terem ablakából. Felmerült, hogy öngyilkos lett, más változat szerint a testes férfi asztmatikus rohamot kapott és eközben esett ki az ablakból. 

## Emlékezete
- 1953-ban róla nevezték el Bécsben a donaustadti Nedbalgasse-t.
- A   Pécsi Nemzeti Színház Nagyszínháza  1986. december 12-én mutatta be "A balett-terem fantomja" című balettet Oskar Nedbal zenéjére,   Pavel Šmok(wd) koreográfiájára. A balett 30 előadást ért meg.[11]
- Szülőhelyének, a csehországi Tábornak a színháza 1990-ben vette fel az ő nevét.

## Művei
Szerzeményeiben mesterének, Dvořaknak modernebb követője volt. Főbb művei ballettek (Nagyanyó meséi, Az ördög nagyanyja stb.), operettek (nálunk a Lengyelvérnek volt nagy sikere – csak Bécsben 3000 alkalommal adták elő 1913 és 1926 között), kamaraművek stb. 

### Operettek
- Cudná Barbora, 1911
- Polská krev (Lengyelvér(wd)), 1913
- Vinobraní, 1916
- Krásná Saskia, 1917
- Erivan, Eriwan, 1918
- Mamsell Napoleon, 1919
- Donna Gloria, 1925

### Ballettjei
- Pohádka o Honzovi, 1902
- Z pohádky do pohádkyn, 1908
- Princezna Hyacinta, 1911
- Čertova babička (Az ördög nagyanyja), 1912
- Andersen, 1914

### Operája
- Sedlák Jakub, 1922 (egyetlen operája)